# Zbigniew Czech (dyplomata)
Zbigniew Czech (ur. 16 marca 1970 w Białymstoku) – polski urzędnik i dyplomata, Stały Przedstawiciel RP przy Biurze ONZ w Genewie (2018–2024).

## Życiorys
Absolwent Wydziału Prawa Uniwersytetu Warszawskiego, filii w Białymstoku, ze specjalizacją prawo międzynarodowe (1994), studiów latynoamerykańskich na UW (1995) oraz w Instytucie Wyższych Studiów Obrony Narodowej w Paryżu (2014). Tuż po ukończeniu studiów pracował w Kancelarii Sejmu RP, odbywając aplikację sejmową w Biurze Legislacyjnym. Z MSZ związany od 1995, przechodząc wszystkie szczeble kariery zawodowej, od eksperta do dyrektora departamentu. Początkowo w Departamencie Prawno-Traktatowym, następnie w Departamencie Polityki Bezpieczeństwa Europejskiego, Stałym Przedstawicielstwie RP przy NATO w Brukseli. W 2003 wygrał konkurs na stanowisko zastępcy radcy prawnego w sekretariacie NATO, gdzie współpracował z dwoma kolejnymi sekretarzami generalnymi NATO. W 2006 powrócił do Departamentu Prawno-Traktatowego. Od 2007 kandydat był zaangażowany w polsko-amerykańskie negocjacje dotyczące rozmieszczenia na terytorium RP elementów amerykańskiego systemu obrony przeciwrakietowej. W latach 2009–2012 był zastępcą dyrektora ds. traktatowych w Departamencie Prawno-Traktatowym oraz, przez moment, Departamentu Ameryki. W 2012 wyjechał na placówkę do Paryża, gdzie do 2014 pełnił funkcję zastępcy ambasadora RP we Francji. Następnie był m.in. dyrektorem Departamentu Narodów Zjednoczonych i Praw Człowieka, gdzie był odpowiedzialny m.in. za koordynację działań promujących kandydaturę Polski do Rady Bezpieczeństwa. 24 listopada 2017 otrzymał nominację na Stałego Przedstawiciela RP przy Biurze ONZ w Genewie. Placówkę objął w styczniu 2018. Urzędowanie zakończył w lipcu 2024 (formalnie odwołany w 2025).
Włada biegle językiem angielskim i francuskim, w stopniu komunikatywnym hiszpańskim i rosyjskim. Żonaty; ma cztery córki.